# دزک سرچشمه
دزک سرچشمه روستایی است در شهرستان کوهرنگ، بخش بازفت، استان چهارمحال و بختیاری. این روستا در در فاصله ۳۵ کیلومتری جنوب شرقی شهرکرد واقع شده و دارای گورستان قدیمی با شیرهای سنگی متعلق به عصر صفویه است. 